# 佐土原かおりの2h
「A&G ARTIST ZONE 佐土原かおりの2h」（さどはらかおりのにえっち）は、2015年1月から4月まで文化放送超!A&G+で放送された生放送番組。パーソナリティは佐土原かおり、アシスタントは入江玲於奈

## 番組概要
文化放送 超!A&G+にて2014年12月31日まで続いていたA&G ARTIST ZONE 吉田仁美の2hの後番組として、2015年1月7日より同時間帯枠で開始された。
提供元の日本コロムビアのアーティストsweet ARMSのメンバーである佐土原かおりの番組である。

### パーソナリティ
佐土原かおり
プロダクション・エース所属の声優で、歌手としてのレーベルは日本コロムビア。

### アシスタント
入江玲於奈
アトミックモンキー所属の声優。番組開始の時点でA&G ARTIST ZONE 2hの水曜および木曜の番組アシスタントを務めており、アシスタント業務は前番組からの引継ぎとなる。

### 放送時間
2015年1月7日 -
水曜日 19:00 - 21:00（リピート放送：木曜日13:00 - 15：00）

## コーナー
自由なコーナー
リスナーが決めた「自分的テーマ」の投稿を紹介する。
バカトーク
身の回りのおバカさんを紹介してもらい、「大バカ」、「中バカ」、「小バカ」の三段階で、パーソナリティの佐土原が判定する。
入江玲於奈の今から面白い(普通の)ことしゃべりまーす!
アシスタントの入江玲於奈が音声のみで、面白い（普通の）フリートークを行う。
持ち時間は毎回玲於奈本人が決める。

## 単発出演者

### ゲスト
- 第04回（2015年01月28日） - 日高里菜、沼倉愛美
- 第05回（2015年02月04日） - 野水伊織、富樫美鈴、味里（sweet ARMS）
- 第08回（2015年02月25日） - 今井麻美
- 第09回（2015年03月04日） - ブリドカットセーラ恵美
- 第12回（2015年03月25日） - 吉田仁美